# Шиліктинський сільський округ
Шилікти́нський сільський округ (каз. Шілікті ауылдық округі, рос. Шиликтинский сельский округ) — адміністративна одиниця у складі Зайсанського району Східноказахстанської області Казахстану. Адміністративний центр — село Шилікти.
Населення — 1734 особи (2021; 2830 у 2009, 3674 у 1999, 4023 у 1989).
Станом на 1989 рік існувала Шиліктинська сільська рада (села Жалші, Казахстан, Карасай, Комсомол, Тасбастау, Шилікти) Тарбагатайського району, село Кемпірбулак перебувало у складі Мічурінської сільської ради Зайсанського району. 1997 року округ увійшов до складу Зайсанського району. 1998 року до складу округу було включене село Кемпірбулак Кенсайського округу. 1998 року було ліквідовано село Казахстан, село Кемпірбулак — 2009 року.

## Склад
До складу округу входять такі населені пункти:
| Населений пункт   | Старі назви | Населення, осіб (1989) | Населення, осіб (1999) | Населення, осіб (2009) | Населення, осіб (2021) |
| ----------------- | ----------- | ---------------------- | ---------------------- | ---------------------- | ---------------------- |
| Жалши, село       | Жалші       | 777                    | 767                    | 707                    | 465                    |
| Казахстан, село   | -           | 290                    | -                      | -                      | -                      |
| Какенталди, село  | Комсомол    | 307                    | 249                    | 115                    | 23                     |
| Карасай, село     | -           | 230                    | 222                    | 136                    | 74                     |
| Кемпірбулак, село | -           | 124                    | 126                    | 24                     | -                      |
| Тасбасту, село    | -           | 687                    | 637                    | 491                    | 311                    |
| Шилікти, село     | -           | 1608                   | 1673                   | 1357                   | 861                    |